# مغامرات تان تان

فريق عمل مغامرات تان تان

مغامرات تان تان (بالفرنسية: Les Aventures de Tintin) هي سلسلة من الروايات المصورة من تأليف الكاتب البلجيكي جورج ريمي (1907-1983) المعروف باسم هيرجيه، وتعتبر السلسلة أحد أكثر الروايات المصورة شعبيةً في أوروبا في القرن العشرين حيث تُرجمت لأكثر من 70 لغة مختلفة، ولغاية عام 2003 كان قد طبع منها أكثر من 200 مليون نسخة حول العالم.
ظهرت السلسة للمرة الأولى باللغة الفرنسية في 10 يناير من عام 1929 في ملحق «لو-بوتيه-فانتيام (Le Petit Vingtième)» المخصص للأطفال التي تصدره صحيفة «القرن العشرين» البلجيكية. وأدى نجاح السلسة إلى إصدار العديد من الأجزاء الأخرى منها وإلى نشرها على أكبر وأهم الصحف البلجيكية وقتها (صحيفة لو سوار)، وحتى إلى تخصيص مجلة خاصة بها. عام 1950 أنشئ ريمي استوديو هيرجي الذي أنتج عبره 24 جزءاً من السلسلة، وقد تبنيت السلسة في العديد من الأعمال التلفزيونية، الإذاعية، المسرحية والسينمائية.
تجري أحداث السلسلة في القرن العشرين وبطلها هو مراسل صحافي بلجيكي شاب يدعى تان تان يعاونه كلبه الوفي ميلوه (سنوي في النسخة الإنجليزية)، وقد أدخل هيرجيه مع الوقت مجموعة أخرى من الأبطال للسلسلة أبرزهم القبطان المتهور والساخر كابتن هادوك والبروفيسور كلكوليس المتوقد الذكاء والذي يعاني من مشاكل في السمع، بالإضافة إلى المحققين غير الكفوئين تيك وتاك (تومسون وتومسون في النسخة الإنجليزية).
وأبرز النقاط التي نالت الإعجاب في السلسة كانت نقاوة وبساطة الصور الموجودة فيها، بالإضافة إلى حبكتها المدروسة بعناية فائقة وتنوع مواضيعها وأصناف السرد فيها حيث تحتوي على عناصر الغموض، الفنتازيا والخيال العلمي كما تتطرق أيضاً إلى بعض المواضيع السياسية.

## التاريخ

### القرن العشرين: 1929–1939
جورج ريمي، وهو يعرف أفضل تحت اسم مستعار هيرجي-كان يعمل كرسام في ال (القرن العشرين) (إن القرن العشرين)، وهو بقوة من الروم الكاثوليك المحافظ هيرجي يعمل بصحيفة بلجيكية مقرها في بروكسل يديرها الدير نوربرت واليز، وهو الأب نوربرت واليز (19 أكتوبر 1882-24 سبتمبر 1952) كان الكاهن البلجيكي والصحافي. كان رئيس تحرير الصحيفة ان القرن العشرين (القرن العشرين)، من ملحق الشباب، لو بوتي العشرين، نشرت لأول مرة مغامرات تان تان. ورقة تصف نفسها بأنها «جريدة كاثوليكية للمعلومات الخاصة بالعقيدة» وتوزيعها على اليمين المتطرف، وهي وجهة نظر فاشية.  عين واليز هيرجي رئيس تحرير جديد لملحق الشباب، الخميس بعنوان (" العشرين الضئيل") (ليتل عشرون). نشر وجهات نظر واليز الاجتماعية والسياسية في تكنولوجيا المعلومات والاتصالات الموجهة للقراء الشباب، فإنه يرد بشكل صريح موالى للفاشية ومعادى للسامية عاطفة. بالإضافة إلى تحرير الملحق، رسم هيرجي مغامرة استثنائية Flup، Nénesse، عربة الخنزير الصغير («مغامرات إستثنائية كانت كوميكي رسمها هيرجي، عربة البقر»), القصاصات الكوميك من تأليف عضو من موظفي القسم الرياضي بالصحيفة. وكان هيرجي غير راضي عن هذا، أراد أن كتابة ورسم ما يخصه بقطاع الكرتون.
انه بالفعل خاض تجربة إنشاء الشرائط المصورة. من يوليو 1926 انه كتب شريط حول قائد دورية الكشافة بعنوان مدرس مغامرات بقة مايو (مغامرات توتور الكشفية زعيم بقة مايو) الكشافة لصحيفة Le Boy Scout Belge («صبى الكشافة البلجيكى»). توتور كان لها تأثير قوي على شخصية تان تان، مع وصف رسالة هيرجي بأنها مثل الشقيق الاصغر ثور  جان مارك ويذكر ضابط راندي ذلك بالرسوم والصور أن تان تان والمدرس كانا «متطابقين تقريبا» إلا يونيفورم الكشافة، مشيرا إلى العديد من أوجه التشابه بين مغامرات كل منهما وبخاصة في أسلوب الرسم مشيرا إلى وتيرة سريعة من القصة، واستخدام روح الدعابة.  كان مفتونا بالتكنولوجيات الجديدة في المجال: مثل الاستخدام المنهجي لفقاعات الخطاب التي انتشرت في الكوميديا الأمريكية مثل جورج مكمانوس تنشئة الأب، جورج هاريمان كريزي كات ورودولف ديركس كاتزن جامر كيدز هي كوميكس أميريكية التي أنشأتها المهاجر الألماني رودولف ديركس والتي رسمها هارولد ه. كنر، النسخ التي أرسلت إليه من المكسيك من قبل مراسل الصحيفة ليون ديجريله. 
بالرغم أن هيرجي أراد أن يرسل تان تان إلى الولايات المتحدة، واليز أمر بجعل المغامرة في الاتحاد السوفيتي، بوصفها دعاية معادية للاشتراكية للأطفال. ونتيجة لذلك، فإن تان تان في أرض السوفييت، أصبحت مسلسلا في العشرين الصغير بدأ من يناير 1929 إلى مايو 1930  أضحت شعبية في بلجيكا الفرنكوفونية، نظم واليز دعاية في محطة غار دي نورد، وقام بتجميع القصة بعد نشرها في شكل كتاب. أدت شعبية القصة إلى الزيادة في المبيعات، وبالتالي منح واليز هيرجي مساعدان. وبتعليمات من واليز، في يونيو حزيران انه بدأ التسلسل في القصة الثانية، تان تان في الكونغو، وتهدف إلى تشجيع المشاعر الاستعمارية نحو الكونغو البلجيكية. وتم تأليفها بأسلوب أبوي التي صورت الكونغوليين كأطفال بلهاء في عقود لاحقة أتهوا بالعنصرية، ومع ذلك كان في وقت مثير للجدل والشعبية، وزيادة المبيعات في وقت واحد.

ومايخص المغامرة الثالثة، مغامرات تان تان في أمريكا، في الفترة من سبتمبر 1931 إلى أكتوبر 1932صيغت في شكل متسلسل وحصل هيرجي أخيرا على سيناريو من اختياره الخاص، للتعامل بالرغم من ذلك استخدام العمل كسياق مضاد للرأسمالية، وأجندة معادية للنمط الإستهلاكى تمشيا مع أيديولوجية الصحيفة المحافظة المتطرفة. قالب:Althosfn  مغامرات تان تان قد طبعت بشكل مشترك مع مجلة كاثوليكية فرنسيةCoeurs vaillants ("Valiant Hearts") منذ عام 1930، وسرعان ما تلقي هيرجي طلبات طباعة بترخيص من الصحف السويسرية والبرتغالية.
ذهب هيرجي كى يرسم قصاصات من مغامرات تان تان، بإرسال شخصيته إلى مواقع حقيقية: مثل الكونغو البلجيكية، والولايات المتحدة، ومصر، والهند، والصين، والمملكة المتحدة. وقال انه أرسل أيضا تان تان لبلدان خيالية من ابتكاره الخاص،: مثل جمهورية أمريكا اللاتينية من سان ثيودوروس ومملكة سيلدافيا من شرق أوروبا، أو الدولة الفاشية بورديوريا-زعيمها موستلر، كان مزيجا من الزعيم النازي الألماني أدولف هتلر وزعيم الفاشية الإيطالية بينيتو موسوليني. 

### المساء: 1940-1945
في مايو 1940، غزت ألمانيا النازية بلجيكا مع انتشار الحرب العالمية الثانية عبر أوروبا. مع أن هيرجي هرب فترةً وجيزة إلى فرنسا وفرض على نفسه المنفى، في النهاية قرر العودة إلى بلده المحتل لأسباب سياسية. أغلقت السلطات النازية «القرن العشرين»، تاركةً هيرجي دون وظيفة. في أثناء البحث عن وظيفة وجد عملًا في وظيفة مصور عند الجريدة الرائدة في بلجيكا، المساء، إذ سُمح بإكمال النشر تحت الإدارة الألمانية. في 17 أكتوبر 1940، عُين محررًا بالملحق الخاص بالأطفال، أمسية الشباب، ومن هناك انطلق نحو بدء مغامرات تان تان في المرحلة الجديدة، تصاعد القمع السياسي من ألمانيا المحتلة لبلجيكا، ولم يستطع هيرجي الاستمرار بتأسيس مغامرات تان تان واعتُقل على يد الجستابو. نوه هاري ثومبسون بأن دور تان تان بوصفه مراسلًا قد انتهى، واستُبدل بدور جديد بوصفه مستكشفًا.

### مجلة تان تان:1946-1983
في سبتمبر 1944، دخل الحلفاء بروكسل وهرب موظفو هيرجي الألمان. أُغلقت «المساء» وتوقفت مغامرات تان تان مؤقتًا. سنة 1946، قبل هيرجي دعوة الناشر الهزلي البلجيكي ريموند لوبلان وشركته الجديدة للنشر لومبارد، لتستؤنف مغامرات تان تان في مرحلة جديدة لمجلة تان تان، علم هيرجي سريعًا أنه لم يعد يملك الاستقلال الذي يفضله، إذ طُلب منه أن ينجز صفحتين ملونتين في الأسبوع من أجل مجلة لوبلان، وهذا كثير.
سنة 1950، بدء هيرجي باختيار طاقم عمل أفضل في مجلة تان تان للعمل في البيت الكبير على جادة لويز التي احتوت الاستوديوهات الحديثة لهيرجي. بوب دي مور -الذي قلد نمط هيرجي وقام بنصف العمل- والرجل ديسيسي –الملون- ومارسيل ديهاي -السكرتير- كانوا النواة. إلى هذا أضاف هيرجي جاك مارتن -الذي قلد نمط هيرجي- وروجر لوب -الذي صمم الرسوم الواقعية- ويوجين إيفاني -رئيس الاستوديوهات اللاحق- وميشال ديماريت -المسؤول عن كتابة الكلمات في المجلات الهزلية- وبودوين فان دن براندن -السكرتير. لاحظ هاري ثومبسون، تحولت فكرة مغامرات تان تان إلى «خط إنتاج حقيقي، العمل الفني المنتقل من شخص إلى آخر، والكل يعلم دوره مثل أوركسترا فنية بقيادة هيرجي». قدمت الاستوديوهات 8 ألبومات لمجلة تان تان، ولوّنت وأعادت تنسيق ألبومان لتان تان. استمرت استوديوهات هيرجي بإطلاق منشورات اضافية حتى وفاة هيرجي في سنة 1983. وأُطلق الألبوم الرابع والعشرين الذي لم يتم، حُلت الاستوديوهات، ونُقلت الأصول إلى مؤسسة هيرجي.

## الشخصيات

### تان تان وسنوي
تان تان مراسل بلجيكي شاب ومغامر، يتورط في قضايا خطيرة ويختار العمل البطولي لينقذ الموقف. قد تظهر المغامرات تان تان جادًا في تحقيقه الصحفي، لكن نادرًا ما نراه في الواقع يتحول إلى قصة.
يصف القراء والناقدون تان تان بأنه شخصية منغلقة على نفسها، ومنفتح وذكي ومبدع في الوقت ذاته، شخصيته المحايدة -يوصف أحيانًا بأنه لطيف- تسمح بانعكاس متوازن للشر، وتحيطه الحماقة والتهور، والشخصية لا تتنازل عن المثل الخاصة بفتى الكشافة، التي تمثل هيرجي، وتسمح حالته للقارئ بأن يتخيل نفسه مكانه خلال سياق القصة، بدلًا من مجرد تتبع مغامرات بطل رواية. يعزز التمثيل الأيقوني لتان تان هذا الجانب، مع إشارة سكوت ماكلاود إلى «كونه يسمح للقراء بأن يحلوا محل الشخصية وأن يدخلو إلى عالم محفز ومؤثر بأمان».
سنوي -مايلو في النسخة الاصلية لهيرجي، كلب أبيض من نوع وير فوكس ترير، هو المرافق الوفي لتان تان. مثل كابتن هادوك، هو مولع بويسكي لوتش لوموند، وميله العرضي للشرب يوقعهم في المشكلات، كما يفعل رهابه الوحيد: رهاب العناكب.

### كابتن هادوك
كابتن أرشيبالد هادوك -كابتن هادوك في النسخة الأصلية عند هيرجي- هو تاجر بحري وقبطان والصديق المقرب لتان تان. قُدم في جزء السلطعون ذي المخالب الذهبية، يصور هادوك في البداية بأنه شخصية ضعيفة ومدمنة على الكحول، لكن يرتقي إلى شخصية ذات بطولة صادقة واجتماعية بعد أن يكتشف كنزًا من أسلافه، السير فرانسيس هادوك، شوفالي فرانسوا دي هادوك في النسخة الأصلية. إنسانية الكابتن الخشنة والسخرية المقابلة لبطولة تان تان غير القابلة للتصديق، إنه دائمًا ما يكون سريعًا ذا تعليق جاف كلما بدا المراسل الصحفي مثاليًا. هادوك ذو المزاج السيء الذي يستخدم نطاقًا واسعًا من الإهانات للتعبير عن مشاعره.

### البروفيسور كالتس
البروفيسور كوثبرت كالتس هو شخص شارد الذهن وفاقد السمع جزئيًا وشخصية أساسية إلى جانب تان تان وسنوي وكابتن هادوك. قُدم في كنز راكهام الاحمر، ومستوحى جزئيًا من أوغست بيكارد، عالم فيزيائي سويسري.

## روايات مغامرت تان تان
- تان تان قي ارض السوفييت (1929 - 1930)
- تان تان في الكونغو (1930 - 1931)
- تان تان في أمريكا (1931 - 1932) أو (تان تان وعصابات شيكاجو)
- تان تان وسجائر الفرعون (1932 - 1933)
- تان تان وزهرة اللوتس الزرقاء (1934 - 1935)
- تان تان والأذن المكسورة (1935–1937)
- تان تان والجزيرة السوداء (1937–1938)
- تان تان وصولجان الملك أوتوكار (1938–1939)
- تان تان والمخالب الذهبية (1940–1941)
- تان تان والنجم الغامض (1941–1942)
- تان تان وسر الخرتيت (1942–1943)
- تان تان وكنز القرصان الأحمر (1943–1944)
- تان تان والكرات السبع البلورية (1943–1948)
- تان تان وسجناء الشمس أو تان تان في معبد الشمس (1946–1949)
- تان تان وأرض الذهب الأسود (1948–1950)
- تان تان ووجهة القمر (1950–1953)
- تان تان واستكشافات القمر (1950–1954)
- تان تان والاختراع المدمر (1954–1956)
- تان تان وأسماك قرش البحر الأحمر (1958)
- تان تان في التبت (1960)
- تان تان ومجوهرات بيانكا كاستافيور (1963)
- تان تان والرحلة 714 الي سيدني (1968)
- تان تان والبيكاروس (1976)
- تان تان والفارت (1986-2004)

## أفلام
- تان تان وغموض الجزة الذهبية (1962)
- تان تان والبرتقالات الزرقاء (1965)
- تان تان وبحيرة القرش (1972)
- مغامرات تان تان: لغز الحريش (2011)

## وصلات خارجية
- مغامرات تان تان على موقع ميوزك برينز (الإنجليزية)

  - « موقع تان تان الرسمي»
  - الطبعات الدولية من تان تان»
  - « كتب ونقاشات حول تان تان»
  - «الأعلام والروايات الخيالية في روايات تان تان»
  - «موقع رابطة محبي تان تان»